# Ольховка (Крым)
Ольхо́вка (до 1948 года Кишла́в; укр. Вільхівка, крымскотат. Qışlav, Къышлав) — упразднённое село в Белогорском районе Республики Крым. Располагалось на юге района, в северном предгорье Главной гряды Крымских гор, в 1 километре к западу от 12 километра шоссе Приветное — Белогорск, в долине реки Танасу. 5 сентября 1985 года решением Крымского облисполкома включено в состав Головановки, но фактически остаётся отдельным населённым пунктом, в нескольких километрах от основной части Головановки.

## История
Первое документальное упоминание села встречается в Камеральном Описании Крыма 1784 года, судя по которому, в последний период Крымского ханства Кышлав-Баши входил в Карасубазарский кадылык Карасубазарского каймаканства. После присоединения Крыма к России (8) 19 апреля 1783 года, (8) 19 февраля 1784 года, именным указом Екатерины II сенату, на территории бывшего Крымского Ханства была образована Таврическая область и деревня была приписана к Симферопольскому уезду. После Павловских реформ, с 1796 по 1802 год, входила в Акмечетский уезд Новороссийской губернии.
Видимо, в годы после присоединения, вследствие эмиграции крымских татар в Турцию, деревня опустела, и ни в Ведомости о всех селениях в Симферопольском уезде состоящих с показанием в которой волости сколько числом дворов и душ… от 9 октября 1805 года, ни на военно-топографической карте 1817 года деревня не значится. На карте 1836 года в деревне 15 дворов, а на карте 1842 года деревня Кишлав обозначена условным знаком «малая деревня», то есть, менее 5 дворов.
В 1860-х годах, после земской реформы Александра II, деревню приписали к Зуйской волости, но в «Списке населённых мест Таврической губернии по сведениям 1864 года» деревня не значится. По обследованиям профессора А. Н. Козловского начала 1860-х годов, в селении «имеются в изобилии родники и горные ручейки», также были  колодцы с пресной водой глубиной не более 3—5 саженей (6—10 м). На трёхверстовой карте Шуберта 1865—1876 года в Кишлаве обозначено 15 дворов. Не записано селение и в «Памятной книге Таврической губернии 1889 года» по результатам Х ревизии, но на подробной военно-топографической карте 1892 года в Кышлаве обозначены 32 двора с татарским населением. В Статистическом справочнике Таврической губернии 1915 года Кышлава также нет, а согласно Списку населённых пунктов Крымской АССР по Всесоюзной переписи 17 декабря 1926 года, в селе Кишлав, Ашага-Башинского сельсовета Карасубазарского района, числился 41 двор, все крестьянские, население составляло 188 человек, все татары. По данным всесоюзной переписи населения 1939 года в селе проживало 222 человека.
В 1944 году, после освобождения Крыма от фашистов, согласно Постановлению ГКО № 5859 от 11 мая 1944 года, 18 мая крымские татары были депортированы в Среднюю Азию. 12 августа 1944 года было принято постановление № ГОКО-6372с «О переселении колхозников в районы Крыма», в исполнение которого в район завезли переселенцев: 6000 человек из Тамбовской и 2100 — Курской областей, а в начале 1950-х годов последовала вторая волна переселенцев из различных областей Украины. С 25 июня 1946 года селение в составе Крымской области РСФСР. Указом Президиума Верховного Совета РСФСР от 18 мая 1948 года, Кишлав переименовали в Ольховку. 26 апреля 1954 года Крымская область была передана из состава РСФСР в состав УССР. На 15 июня 1960 года село уже числилось в составе Криничненского сельсовета. Решением Крымского облисполкома от 5 сентября 1985 года село Ольховка включено в состав села Головановки. Из-за удалённости от основной части Головановки де-факто остаётся отдельным населённым пунктом.